# AS-15TT
L'AS-15TT è un missile aria-superficie ed antinave prodotto dall'azienda francese Aérospatiale come successore dell'AS-12.

## Storia
Negli anni settanta la Aérospatiale iniziò un programma di ricerca per esaminare la possibilità di sviluppare un successore dell'AS-12, un sistema missilistico prodotto precedentemente dall'azienda francese, capace di superarne le prestazioni. Infatti, quest'ultimo era solo un missile diurno, essendo generalmente disgiunto da radar di tiro.
La gittata di 8 km non era del tutto adatta per stare fuori dalla portata delle artiglierie nemiche, che per gli elicotteri sono una minaccia molto concreta. La guida tramite cavo, ovvero filoguida è sicura contro i disturbi elettronici ma non aiuta ad eseguire manovre evasive.
Negli anni settanta cominciò quindi lo sviluppo di un missile totalmente nuovo, che era caratterizzato da alcune significative migliorie. La denominazione è AS-15TT, ovvero missile aria-superficie, da 15 km di gittata, ogni tempo (Tous Temps).

## Tecnica
La struttura è più affusolata e assai aggraziata, il missile è sia più lungo che con diametro minore dell'AS-12. La configurazione generale è data da 4 alette cruciformi a delta, stabilizzatrici, e alette più piccole, di controllo, a coda. La struttura, a parte i pod all'estremità delle alette maggiori, è simile ad un piccolo Exocet. la testata è poco oltre la metà della lunghezza, il motore è a razzo con propellenti solidi.
La testata è semiperforante, la velocità subsonica alta, la gittata arriva a 15 km che garantisce migliori possibilità di scampo al vettore.
La guida è radio, su informazioni ricavate dal sistema sistemato sull'aereo o elicottero lanciatore. Esso ha un Radar Agrion 15 che permette di localizzare il bersaglio, con un'antenna racchiusa da una struttura a cilindro molto basso, sotto il muso. L'arma viene inseguita dal radar, che lo porta sulla nave bersaglio con una traiettoria a volo radente, che rende più facile superare le difese.

## Servizio
Il missile, provato a fuoco nel 1982, è stato adottato soprattutto per gli elicotteri Aérospatiale SA 365 Dauphin, armati con 4 ordigni sui lati della fusoliera. Esportazioni si sono avute anche in Arabia Saudita, che ha adottato questi elicotteri negli anni ottanta.
Versioni lanciabili da navi o da difese costiere sono state sviluppate, ma non hanno avuto molto successo, se ne hanno ottenuti.
Il missile AS-15TT è nato per sostituire l'AS-12, quindi ha la stessa origine degli BAe Sea Skua. Rispetto al missile inglese è più leggero, con prestazioni leggermente inferiori. La guida è diversa (radiocomando anziché radar semiattiva), come anche il successo operativo. L'AS-15TT è stato, almeno per un certo tempo, accreditato di una nave irachena colpita nella guerra del 1991, mentre è sicuro che il Sea Skua abbia colpito molte navi nella stessa occasione e anche in altre operazioni militari.
Il missile AS-15TT, nonostante le prestazioni moderne, è quindi un missile di minore successo rispetto al concorrente, probabilmente a causa del sistema di guida, che è molto specializzato e non permette ad altre apparecchiature di sostituirlo, rendendo necessaria l'acquisizione di tutto il sistema e possibilmente anche del velivolo lanciatore. Diversamente, il Sea Skua ha una flessibilità di impiego ed è adattabile a numerose piattaforme di lancio.